# Wald SG
| SG ist das Kürzel für den Kanton St. Gallen in der Schweiz. Es wird verwendet, um Verwechslungen mit anderen Einträgen des Namens Wald zu vermeiden. |

Wald ist ein Strassendorf in der Gemeinde Neckertal im Wahlkreis Toggenburg des Kantons St. Gallen in der Schweiz. Wald bildet mit Schönengrund im Kanton Appenzell Ausserrhoden eine Ortschaft. Die übliche Ortsbezeichnung ist Schönengrund-Wald oder Wald-Schönengrund, die auch die meisten Vereine im Namen führen. Das Doppeldorf hat rund 1200 Einwohner. Bis 2008 gehörte Wald zur Gemeinde St. Peterzell.

## Geschichte

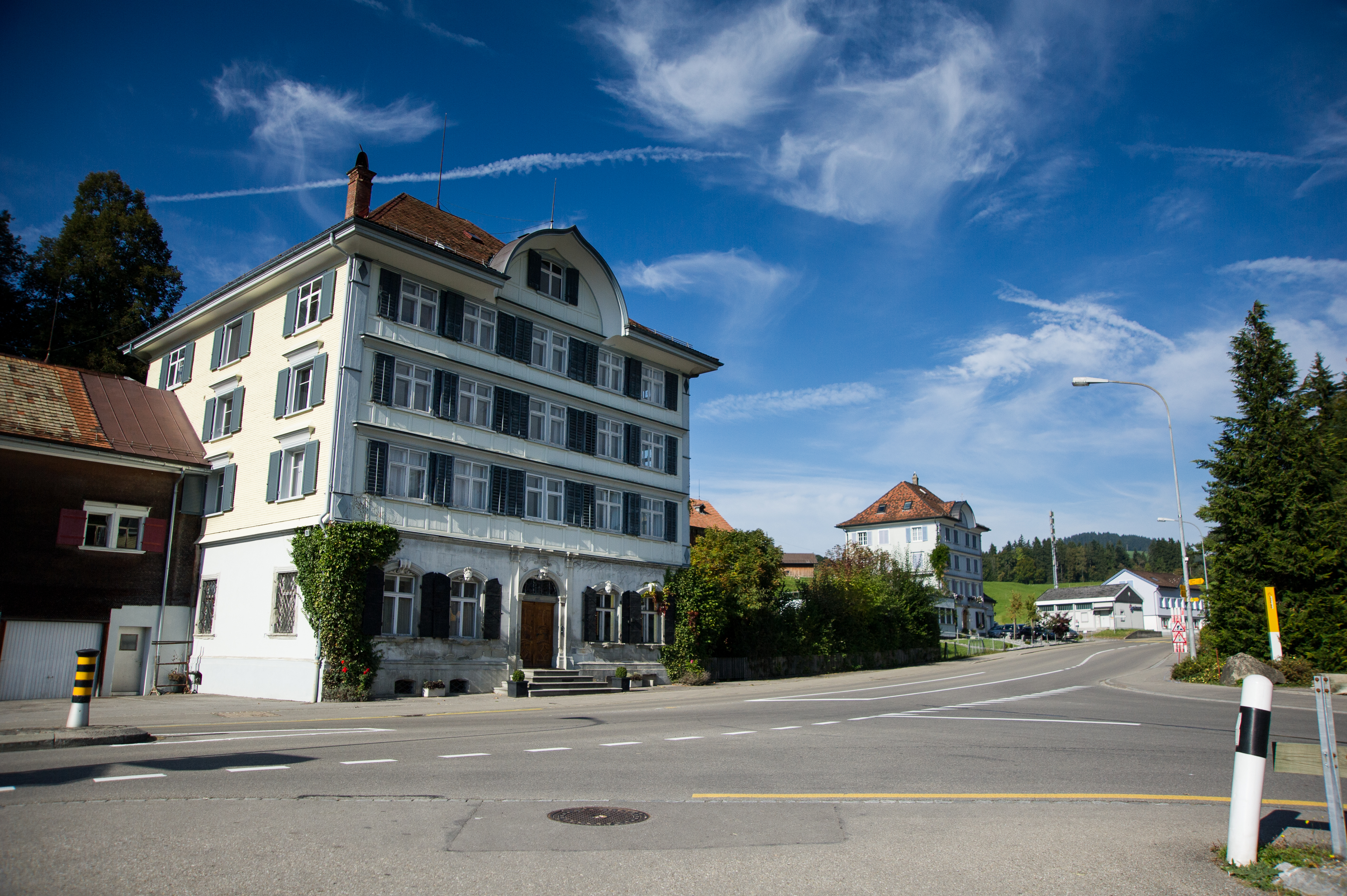
Fabrikantenhaus

Während Schönengrund schon um 1800 beinahe die heutige Grösse und Gestalt hatte, entfaltete sich Wald erst danach. Seit dem letzten Drittel des 19. Jahrhunderts bilden die beiden Dörfer eine wirtschaftliche und gesellschaftliche Einheit. Diverse öffentliche Aufgaben in den Bereichen Infrastruktur und Schule tragen die Gemeinden Neckertal und Schönengrund gemeinsam. Die Schönengründler besuchen seit 1868 die Sekundarschule in St. Peterzell und werden auch auf der Primarstufe nach sanktgallischem Lehrplan unterrichtet. 1973 erfolgte die Gründung des Zweckverbands Primarschule Schönengrund-Wald mit einem gemeinsamen Schulhaus in Schönengrund.
Neben althergebrachter Milch- und Viehwirtschaft wurde im 17. Jahrhundert zunehmend die Weberei ein wichtiger Erwerbszweig, im letzten Drittel des 19. Jahrhunderts ergänzt durch Stickerei. Die Fabriken siedelten sich meist in Wald und nicht in Schönengrund an. Die Bleicherei in Wald war von ca. 1830 bis 1975 der grösste Arbeitgeber im Doppeldorf.

## Geographie und Verkehr
Wald liegt an der Grenze zum Kanton Appenzell Ausserrhoden an der wichtigen Strassenverbindung Herisau–Toggenburg und ist von zahlreichen Einzelhöfen umgeben. Im öffentlichen Verkehr wird Wald von der Postautolinie Brunnadern-Neckertal–Waldstatt–Herisau erschlossen. Obwohl alle Haltestellen auf sankt-gallischem Kantonsgebiet liegen, tragen sie die Bezeichnung Schönengrund.

## Wirtschaft
In den ehemaligen Textilarealen haben sich verschiedene Gewerbebetriebe niedergelassen. Die grössten Arbeitgeber findet man im Dienstleistungsbereich mit dem Wohnheim und Werkstätte Landscheide und der Raiffeisenbank Regio Unteres Toggenburg & Neckertal.